# Species Deceases
Species Deceases är en EP av Midnight Oil, utgiven 1985 och innehållande fyra fartfyllda låtar.
"Hercules" är i stort en vädjan om demilitarisering av Stilla havet. Det är lätt att tro att "Hercules" syftar på det amerikanska transportflygplanet Lockheed Martin C-130 Hercules, men det sägs att det i stället är en klass med autoubåtar som avses. Sången skrevs efter att Nya Zeeland vägrat amerikanska örlogsfartyg drivna av kärnkraft eller bestyckade med kärnvapen att lägga till. Låten spelades strax innan släppet av detta album, men då under namnet "Ode to the Rainbow Warrior" (detta förutsätter att albumet släpptes hösten 1985, och utesluter att det var något annat än en tillfällig titel eftersom albumet spelades in i september 1984 och Rainbow Warrior sänktes i juli 1985).
Textraderna
You the mothers who sent your sons,
wipe away your tears,
for those who fought and those who fell
become our sons as well
från Blossom and Blood kommer från ett tal av Kemal Atatürk som han höll i samband med Gallipoli-invasionen, där tiotusentals australier dog:
| ” | Those heroes that shed their blood and lost their lives, you are now lying in the soil of a friendly country. Therefore rest in eace. There is no difference between the Johnnies and the Mehemets to us where they lie side by side here in this country of ours. You, the mothers, who sent their sons from far away countries, wipe away your tears; your sons are now lying in our bosom and are at peace. After having lost their lives on this land they have become our sons as well. | „ |

## Låtlista
1. "Progress" - 3:59
2. "Hercules" - 4:29
3. "Blossom and Blood" - 4:27
4. "Pictures" - 3:14